# Nowe Zagrody (Racibórz)
Nowe Zagrody (niem. Neugarten) – dzielnica Raciborza włączona do miasta 1 stycznia 1860 r.

## Położenie

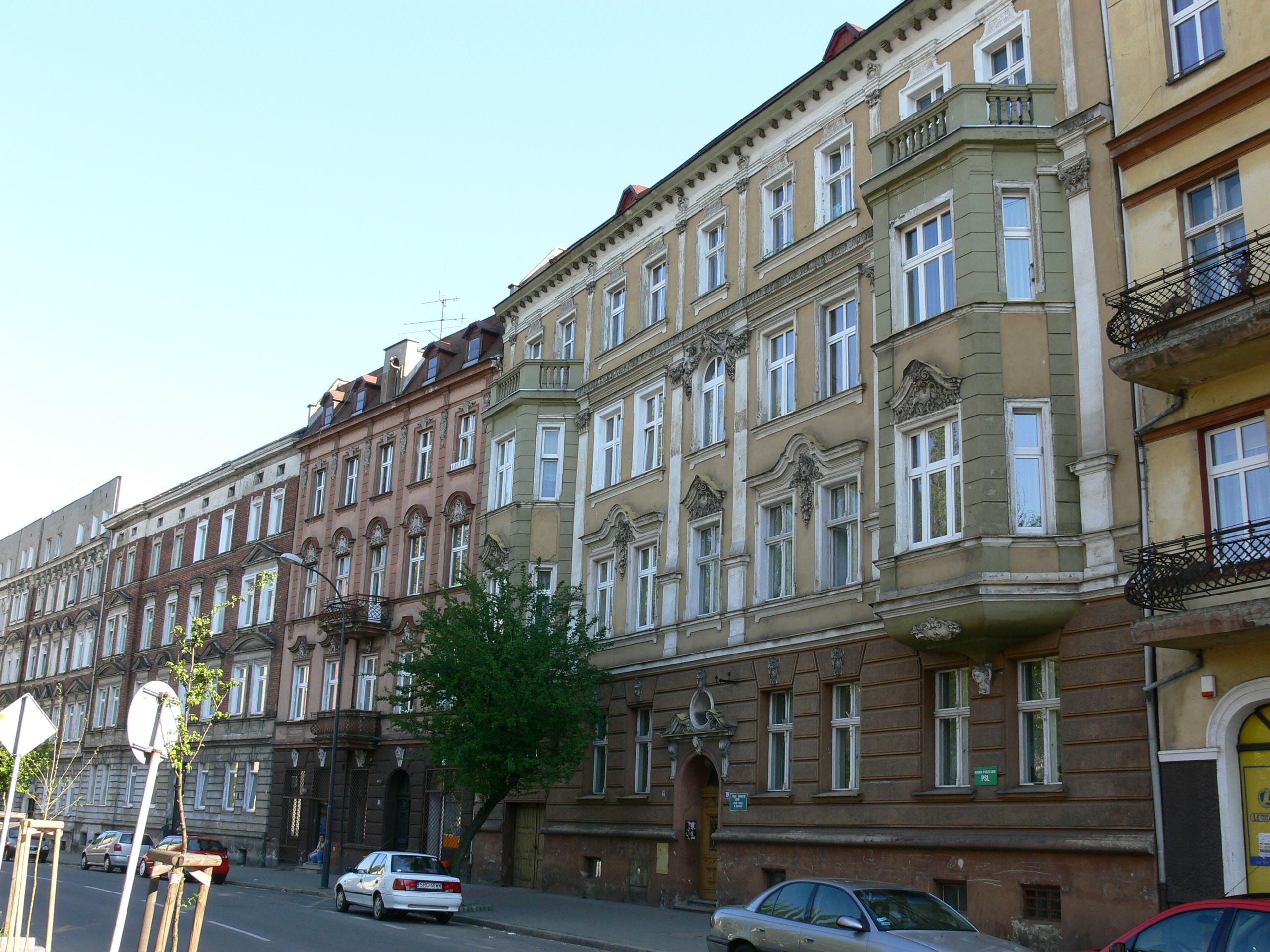
Granica Nowych Zagród z miastem – ul. Staszica

Znana jest granica oddzielająca dzielnicę od centrum miasta. Granica ta przebiega wzdłuż dzisiejszej ul. Staszica. Pozostałe granice są problematyczne. Ul. Wojska Polskiego przyjmuje się jako przedłużenie granicy z centrum miasta, jednak nie można jednoznacznie stwierdzić, czy rzeczywiście granica między wsią a miastem tam przebiegała. Ul. Mysłowicka oddziela Ocice od Nowych Zagród, bowiem tam znajdowało się kiedyś według mapy z 1924 r. Richtplatz, czyli miejsce do wykonywania egzekucji. Trudno także jest określić granicę z Starą Wsią. Najczęściej jednak przyjmuje się, że dzielnicę Nowe Zagrody wyznaczają ulice: Staszica, Wojska Polskiego, Mariańska i Mysłowicka.

## Toponimika nazwy dzielnicy
Według językoznawców nazwę dzielnicy wiąże się z gospodarstwami chłopskimi, które nazywano zagrodami. Warto jednak zwrócić uwagę na istnienie pojęcia zagroda w regionalizmie śląskim, co oznaczało ogrody. Takie tłumaczenie tego słowa potwierdza niemiecka nazwa wsi – Neugarten. Źródła historyczne potwierdzają także istnienie ogrodów na zewnątrz murów miejskich w kierunku Nowych Zagród, które były określane jako Gärten.

## Historia

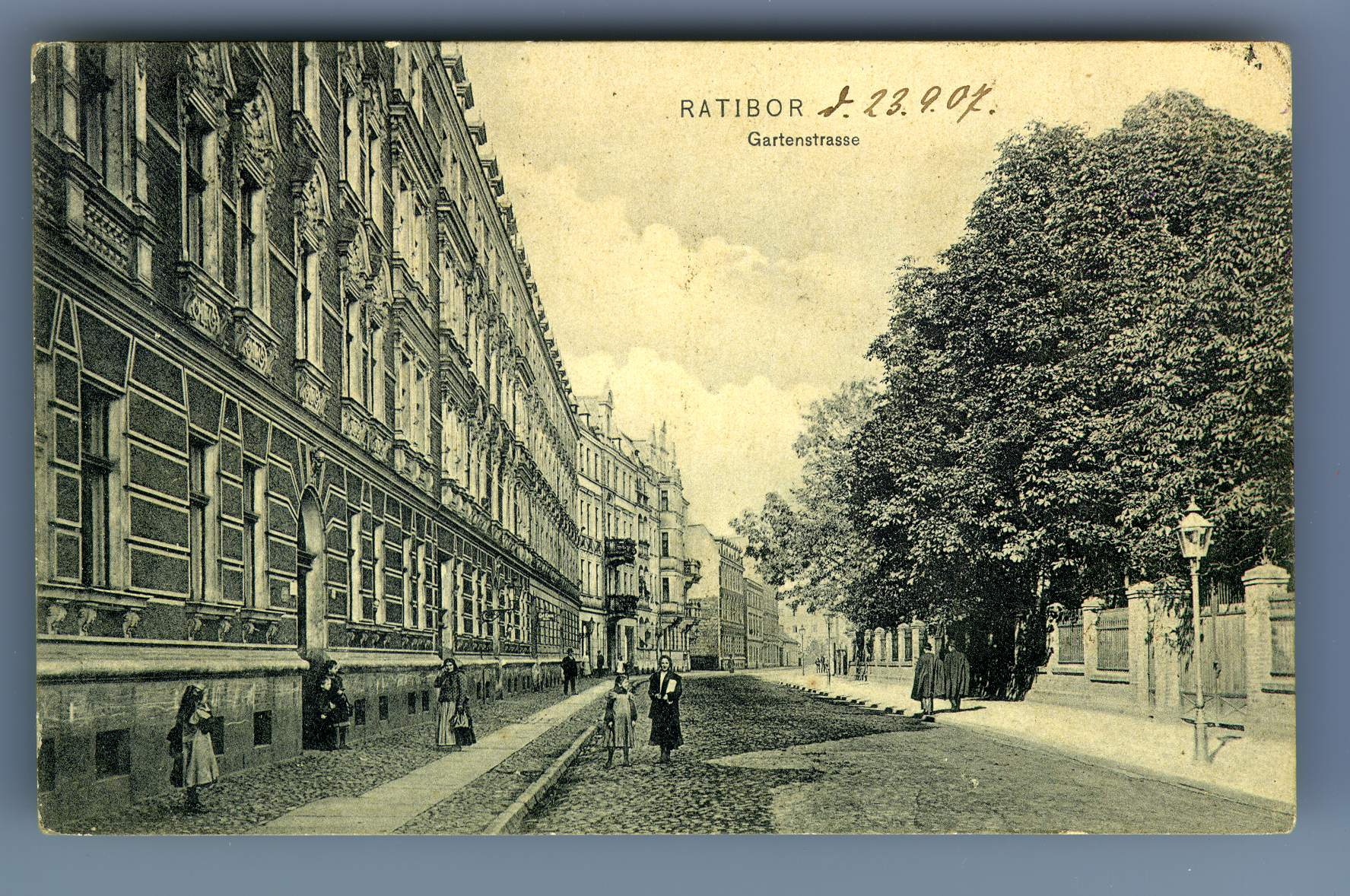
Jedna z prawdopodobnych granic Nowych Zagród – ul. Ogrodowa w 1907 r.

Nowe Zagrody po raz pierwszy wzmiankowane są w 1313 r., w którym źródła historyczne potwierdzają, że wieś miała swojego wójta. Augustin Weltzel podawał ten fakt jako dowód, że wieś lokowana była na prawie niemieckim. Źródła wspominają, że w sąsiedztwie z Nowymi Zagrodami raciborscy mieszczanie posiadali ogrody. Chcieli w taki sposób przewyższyć przywilejami rolników, którzy posiadali swoje ziemie w Nowych Zagrodach. Wieś wzmiankowana jest przeważnie przy sprzedaży części ziem należących do niej. W taki sposób pojawia się w dokumentach z 1381 r., w których dominikanka, Elżbieta z Krakowa zakupiła sześć ogrodów, które miały przypaść konwentowi zakonnemu po jej śmierci. W 1445 r. w dokumentach księcia Wacława wieś wzmiankowana jest jako novi orti. Natomiast w 1512 r. źródła mówią o sprzedaży ogrodu księcia Walentego za 30 guldenów Janowi Szyce. Dokument z 1532 r. mówi, że wieś zamieszkiwało 34 zagrodników, którzy musieli płacić daninę na rzecz raciborskiego zamku, na którą składało się 12 guldenów, 75 kur, 4 kopy jaj. Ponadto zagrodnicy zobowiązani byli do płacenia czynszu leśnego, określanym w niemieckim dokumencie jako lessny geldt, a także do uiszczania opłat od posiadanych koni. Dokument wymienia również kilku mieszczan jako właścicieli położonych we wsi ogrodów. W 1567 r. według urbarza we wsi znajdowało się 67 gospodarstw oraz domów, które musiały wykonywać prace na rzecz zamku oraz mieszczan. Z zapisków wynika, że wieś płaciła daninę w wysokości 28 florenów, 18 groszy i 2 halerze oraz 9,5 korca żyta (ok. 720 kg), 9,5 korca owsa (ok. 1000 kg), 82 kury i 190 jaja. Oprócz tego chłopi musieli odrobić pańszczyznę na ocickim folwark podczas koszenia zboża i omłotów. Później zostali zobowiązani także do utrzymania w dobrym stanie przepływającego przez Nowe Zagrody kanału Psinka.
Z początkiem XVIII w. folwark książęcy we wsi wyceniany był na 70 talarów. Natomiast karczma sprzedawała w ciągu roku 65 achteli piwa (ok. 250 litrów) i pół wiadra gorzałki (ok. 30 litrów). W 1817 roku tereny należące do dzielnicy stały się domem dla urzędników sądowych, bowiem sąd krajowy z Brzegu został przeniesiony do Raciborza. Stało się tak, ponieważ w mieście brakowało miejsca pod zabudowę. W I połowie XIX wieku zostało wybudowane więzienie, które było jednym z najnowocześniejszych w Europie.

## Demografia
W 1532 r. wieś zamieszkiwało 24 zagrodników, a w urbarzu z 1567 r. wymienia się 67 gospodarstw oraz domów. Źródła historyczne podają, że w 1784 r. Nowe Zagrody miały 168 mieszkańców, w tym 5 chłopów, 23 zagrodników i 22 chałupników. Dane z 1819 r., kiedy sąd krajowy z Brzegu został przeniesiony do Raciborza mówią, że dzielnicę zamieszkiwało 341 osób. W 1840 r. wieś miała 98 domów oraz 1130 mieszkańców, w tym 85 ewangelików i 6 Żydów. W 1850 r. Nowe Zagrody zamieszkiwało 1211 mieszkańców.

## Ulice i budynki
| - Anny - Bema - 1 – kamienica z ok. 1900 r. - 5 – dawny szpital miejski - 6 – Przedszkole Nr 12 - 10/12 – willa bliźniacza - 14 – willa z lat 30 XX wieku - dawny basen miejski - Chełmońskiego - Chodkiewicza - Chorzowska - Częstochowska - Czarnieckiego - Kamienna - Katowicka | - Kossaka - Leppicha - Magdaleny - Mariańska - Mysłowicka - Ocicka - Pośpiecha - Pszczyńska - Wyspiańskiego - Zamoyskiego - Żorska - Żółkiewskiego - Żwirowa |